# Benavila
Benavila é uma povoação portuguesa do Município de Avis que foi sede da extinta Freguesia de Benavila, freguesia que tinha 66,51 km² de área e 861 habitantes (2011), e, por isso, uma densidade populacional de 12,9 hab/km².
A Freguesia de Benavila foi extinta em 2013, no âmbito de uma reforma administrativa nacional, tendo sido agregada à Freguesia de Valongo para formar uma nova freguesia denominada União das Freguesias de Benavila e Valongo da qual é sede.
Foi vila e sede de concelho entre 1296 e o início do século XIX. O antigo concelho era constituído pelas freguesias da sede e de Valongo. Tinha, em 1801, 720 habitantes.

## Etimologia

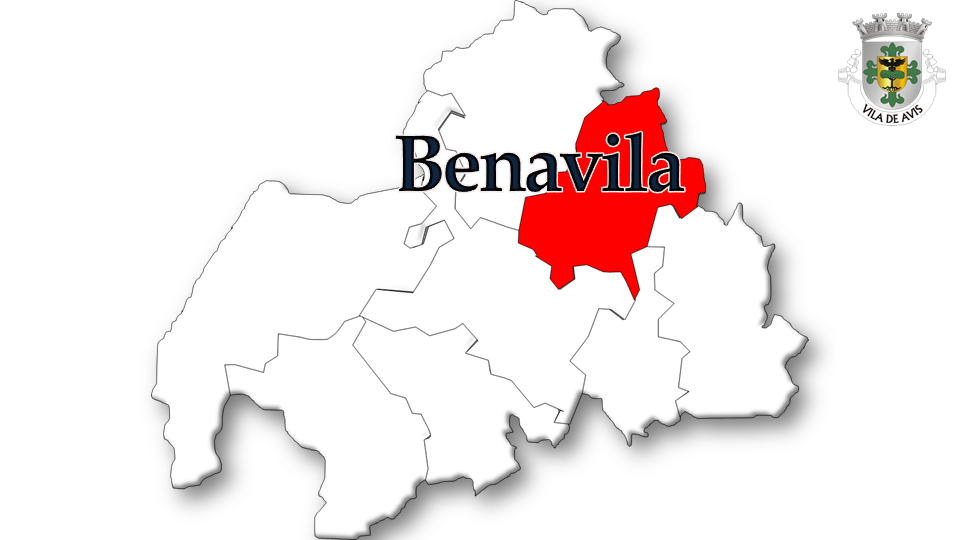
Localização da freguesia de Benavila no Município de Avis

Segundo Adalberto Alves, no seu Dicionário de Arabismos da Língua Portuguesa, a origem do topónimo Benavila é a expressão árabe ben 'abd allâh, «filho do servo de alá».

## População
| População da freguesia de Benavila | População da freguesia de Benavila | População da freguesia de Benavila | População da freguesia de Benavila | População da freguesia de Benavila | População da freguesia de Benavila | População da freguesia de Benavila | População da freguesia de Benavila | População da freguesia de Benavila | População da freguesia de Benavila | População da freguesia de Benavila | População da freguesia de Benavila | População da freguesia de Benavila | População da freguesia de Benavila | População da freguesia de Benavila |
| ---------------------------------- | ---------------------------------- | ---------------------------------- | ---------------------------------- | ---------------------------------- | ---------------------------------- | ---------------------------------- | ---------------------------------- | ---------------------------------- | ---------------------------------- | ---------------------------------- | ---------------------------------- | ---------------------------------- | ---------------------------------- | ---------------------------------- |
| 1864                               | 1878                               | 1890                               | 1900                               | 1911                               | 1920                               | 1930                               | 1940                               | 1950                               | 1960                               | 1970                               | 1981                               | 1991                               | 2001                               | 2011                               |
| 515                                | 577                                | 672                                | 822                                | 1 583                              | 1 568                              | 1 904                              | 1 563                              | 1 668                              | 1 795                              | 1 230                              | 1 141                              | 1 092                              | 1 017                              | 861                                |

Nos censos de 1911 a 1930 tinha anexada a freguesia de Valongo. Pelo decreto lei nº 27.424, de 31/12/1936, passaram a ser freguesias distintas

## Património
- Lápide da Igreja de Benavila ou Lápide da Igreja de Nossa Senhora de Entre-Águas